# مایکل (آلبوم)
مایکل (به انگلیسی: Michael) نام آلبوم موسیقی مایکل جکسون است که ۱۷ ماه پس از درگذشت ناگهانی‌اش، در تاریخ ۱۰ دسامبر ۲۰۱۰ (‎۱۹ آذر ۱۳۸۹) منتشر شد. در انتشار این آلبوم افرادی همانند ایکان، ۵۰ سنت، لنی کراویتز و دیو گرال همکاری داشته‌اند.
اولین تک‌آهنگ آلبوم با نام «دستم را بگیر» در ۱۵ نوامبر ۲۰۱۰ منتشر شد و موزیک ویدئوی آن توسط مارک پلینگتون کارگردانی شده بود که به صورت جهانی در ۹ دسامبر ۲۰۱۰ عرضه شد در روز جمعه ۱۰ دسامبر ۲۰۱۰، پوستری به اندازه ۲۹٬۰۷۰ فوت‌مربع (۲٬۷۰۰ مترمربع) از آلبوم مایکل در میدل‌سکس (Middlesex) انگلستان رونمایی شد و رکورد جهانی گینس را برای «بزرگ‌ترین پوستر جهان» را از آن خود کرد.
آلبوم مایکل در هفتهٔ اول انتشارش توانست فروش ۳ میلیون نسخه‌ای در جهان داشته باشد که باعث شد در ۳۱ کشور جهان، شماره ۱ شود. همچنین با فروش ۲۲۸ هزار نسخه در هفتهٔ اول انتشار در آمریکا سوم شد. آلبوم مایکل در ۱۴ کشور از جمله ایالات متحده، بریتانیا، آلمان، فرانسه و ایتالیا برای فروش بیش از ۳۰۰ هزار نسخه توانست گواهینامهٔ پلاتین را دریافت کرد.

## نزاع بر سر صحت آلبوم
در این آلبوم اعتبار آهنگ‌های «خبر فوری»، «هیولا» و «سرت را بالا بگیر» مورد سؤال قرار گرفته‌است.
دایان دایموند از روزنامهٔ گاردین، که کتابی نیز علیه جکسون نوشته‌است، مدعی شد که کاترین، مادر مایکل و پرنس و پاریس، دو فرزند مایکل جکسون معتقد هستند صدای این ترانه‌ها تماماً صدای مایکل جکسون نیست.
این در حالی است که خود پرنس، پسر ارشد مایکل جکسون گفته که ضبط این آهنگ‌ها توسط پدرش در خانهٔ کاسیوها را به یاد دارد.
برایان آکسمن، وکیل جوزف جکسون نیز در بیانیه‌ای می‌گوید:

اگر مایکل می‌خواست این موسیقی منتشر شود قبل از مرگش این کار را می‌کرد. آهنگ‌های آلبوم جدید مایکل جکسون همگی ناتمام و تکمیل نشده بودند و مایکل بارها گفته بود قصد انتشار آن‌ها را ندارد. باید به خواسته‌های او احترام بگذاریم.

کوئینسی جونز، تهیه‌کنندهٔ اصلی آلبوم‌های غیر معمول، تریلر و بـَـد مایکل جکسون دربارهٔ آلبوم مایکل گفت:

یک نفر زنگ زد و پرسید که آیا ترانهٔ «خبر فوری» صدای مایکل است؟ خوب؛ به نظر می‌آید که صدای مایکل باشد، اما صداهای پس زمینه آنقدر زیاد است که نمی‌توانم با قطعیت کافی تشخیص دهم. شاید چون هنوز وقت نکردم خیلی خوب به آن گوش دهم. اما به هر حال این آلبوم نباید منتشر می‌شد. فکر می‌کنم تمامش بر سر پول است.

## نقدها
مجلهٔ رولینگ استون نوشت: «اگر مایکل زنده بود هیچ وقت چنین مجموعه‌ای منتشر نمی‌کرد. این مجموعه مانند کیف بزرگی است که کمپانی سونی هر چیزی که از مایکل بدست آورده در آن ریخته‌است». اما این مجله تأیید کرد که آهنگ‌های این آلبوم صدای خود مایکل است و افزود که آلبوم جدید مایکل، آلبوم قابل قبولی است.
یواس‌ای تودی نیز گفت: «این مجموعه آهنگ‌ها که شامل آهنگ‌های دونفره با همکاری خواننده آراندبی، خواننده رپ فیفتی سنت و خواننده راک، لنی کراویتز است، آلبوم معتبر و قابل قبولی است و نمی‌توان آن را نادیده گرفت.»

## فهرست آهنگ‌ها
1. دستم را بگیر (Hold My Hand)  با همراهی ایکان
2. امشب هالیوود (Hollywood Tonight)
3. سرت را بالا بگیر (Keep Your Head Up)
4. روش دوست داشتنت را دوست دارم (I Like) The Way You Love Me))
5. هیولا (Monster)  با همراهی فیفتی سنت
6. بهترین لذت (Best of Joy)
7. خبر فوری (Breaking News)
8. (I Can't Make It) Another Day) با همراهی لنی کراویتز
9. پشت نقاب (Behind the Mask)
10. خیلی زود (Much Too Soon)